# André Gunder Frank
Andreas (André Gunder) Frank (* 24. Februar 1929 in Berlin; † 23. April 2005 in Luxemburg) war ein deutsch-amerikanischer Ökonom, Sozialwissenschaftler, Entwicklungsforscher, Globalhistoriker und Theoretiker Internationaler Beziehungen. Er ist einer der Begründer der Dependenztheorie und der Weltsystem-Theorie (die er später jedoch revidierte). Frank lehrte an zahlreichen Universitäten, u. a. in den USA, Brasilien, Chile und England; von 1981 bis zur Emeritierung 1994 war er Professor für Entwicklungsökonomie und Sozialwissenschaften an der Universität Amsterdam.

## Leben
Andreas Frank ist der Sohn des Schriftstellers Leonhard Frank und dessen zweiter Frau Elena Maqenne Penswehr. 1933 musste er mit seinen Eltern infolge der NS-Machtergreifung Deutschland verlassen. Zuerst ging die Familie in die Schweiz, später in die USA.
Dort studierte er Wirtschaftswissenschaften am Swarthmore College in Pennsylvania und zeigte große Neigungen für die Lehre von John Maynard Keynes. An der University of Chicago, wo er 1957 promovierte, war der Monetarist Milton Friedman sein Doktorvater. In seiner Dissertation Growth and Productivity in Ukrainian Agriculture from 1928 to 1955 kritisierte Frank die Kollektivierung der Landwirtschaft in der Sowjetunion. Nach einer Assistenzprofessur an der Michigan State University (1957–61) begab er sich 1961 auf ausgedehnte Reisen durch Afrika und Lateinamerika und entwickelte dabei eine radikale Theorie der Unterentwicklung und wurde damit ein Begründer der Dependenztheorie. In Chile lernte er Marta Fuentes kennen, die er 1963 heiratete.
Er lehrte 1962 an der Universität Brasília anthropologische Theorie, war 1964 bei der Internationalen Arbeitsorganisation (ILO) in Chile tätig und war 1965–1966 außerordentlicher Professor an der ökonomischen Fakultät der Nationalen Autonomen Universität von Mexiko. Von den USA erhielt er wegen seiner radikalen politischen Haltung 1965 ein Einreiseverbot, das erst 1979 außer Kraft gesetzt wurde. Aufgrund von Veröffentlichungen in der sozialistischen Zeitschrift Monthly Review wurde ihm ideologische Nähe zur Volksrepublik China unterstellt. In Kanada galt er gar als eine Bedrohung der „nationalen Sicherheit“, erhielt dann aber von 1966 bis 1968 eine Gastprofessur für Geschichte und Wirtschaftswissenschaften an der Sir George Williams University in Montreal. Allerdings wollte man ihn auch nicht auf Kuba sehen, und die Regierung der DDR hatte auch keine große Sympathie für ihn.
Von 1968 bis 1973 lehrte Frank als Professor für Soziologie und Wirtschaftswissenschaften an der Universidad de Chile in Santiago und forschte am dortigen Centro de Estudios Socio-Economicos. Er beriet die sozialistische Regierung des Präsidenten Salvador Allende und veröffentlichte viele Arbeiten über die „Entwicklung der Unterentwicklung“ in Chile. Nach der dritten Welthandels- und Entwicklungskonferenz in Santiago 1972 distanzierte sich Frank schrittweise von der Dependenztheorie. 
Als im September 1973 das Militär unter Augusto Pinochet putschte, floh er mit seiner Familie nach West-Berlin. Dort wurde er zunächst als Gastforscher am Lateinamerika-Institut der Freien Universität Berlin aufgenommen. 1974 wechselte er als Gastforscher an das Max-Planck-Institut zur Erforschung der Lebensbedingungen der wissenschaftlich-technischen Welt in Starnberg. In dieser Zeit wohnte Frank in Frankfurt am Main, veröffentlichte zehn Bücher und Essays. Der Plan, Frank an die Goethe-Universität Frankfurt zu berufen, scheiterte am Widerstand des hessischen Kultusministers Hans Krollmann (SPD). Franks 1978 erschienenes Werk World Accumulation 1492-1789 begründete zusammen mit entsprechenden Texten von Samir Amin, Giovanni Arrighi und Immanuel Wallerstein (zusammen die „Gang of Four“ genannt) die Weltsystemtheorie. Von der Theorie und seinen Koautoren distanzierte sich Frank jedoch Anfang der 1990er-Jahre.
Im Jahre 1978 ging Frank als Professor für Entwicklungsforschung an die University of East Anglia im englischen Norwich. Er wurde 1981 als Professor für Entwicklungsökonomie und Sozialwissenschaften an die Universität Amsterdam berufen, wohin er 1983 übersiedelte. Diese Professur hatte er bis zur Emeritierung 1994 inne. 
Nach dem Tod seiner ersten Frau Marta Fuentes (1993), zog Frank nach Toronto und heiratete 1994 seine Jugendfreundin Nancy Howell, von der er nach vier Jahren aber wieder geschieden wurde. Von 1996 bis 1998 lehrte er an der Graduate Faculty der University of Toronto. In seinem 1998 erschienenen Werk ReOrient, einer Wirtschaftsgeschichte mit Asien als Schwerpunkt, revidierte Frank die Weltsystemtheorie. Als Gastprofessor für Internationale Studien lehrte er 1999/2000 an der Florida International University (FIU). In Miami fand er eine neue Partnerin, Alison Candela, die er 2003 in dritter Ehe heiratete. Weitere Lehrtätigkeiten übernahm Frank im Fachgebiet Geschichte der University of Nebraska in Lincoln (2001), am World History Center der Northwestern University (2002) und der Università della Calabria (2004). In Luxemburg starb er im April 2005 an einer Krebserkrankung.

## Werke
- US-Brazil Economic Relations – A Case Study of American Imperialism. The Radical Education Project, Ann Arbour 1963.
- Hugo Blanco Must Not Die. University of Toronto, 1967.
- Kapitalismus und Unterentwicklung in Lateinamerika.  Europäische Verlagsanstalt, Frankfurt am Main 1968.
- Latein America. Unterentwicklung oder Revolution.  Sozialistisches Büro, Offenbach 1969.
  - Latin America: Underdevelopment or Revolution - Essays on the Development of Underdevelopment and Immediate Enemy MR Press, New York 1969.
- et al., Economia politica del subdesarrollo en America Latina. Ediciones Signos, Buenos Aires 1970.
- Sociology of Development and Underdevelopment of Sociology.  Pluto Press, London 1971.
- Lumpenbourgeoisie: lumpendevelopment; dependence, class, and politics in Latin America. Monthly Review Press, 1972, ISBN 0-85345-235-0.
- Lateinamerika: Entwicklung der Unterentwicklung. Wagenbach, 1975.
- On capitalist underdevelopment. Oxford University Press Bombay 1975, ISBN 0-19-560475-X.
- Economic Genocide in Chile. Monetarist Theory Versus Humanity. Two Open Letters to Arnold Harberger and Milton Friedman. Spokesman Books, 1976.
- Weltwirtschaft in der Krise. Verarmung im Norden, Verelendung im Süden. Rowohlt, Reinbek, 1978, ISBN 3-499-14352-6.
- Dependent Accumulation & Underdevelopment. Macmillan, London 1978, ISBN 0-333-23951-2.
  - Abhängige Akkumulation und Unterentwicklung. Suhrkamp Verlag, Frankfurt am Main 1980.
- Crisis: In the World Economy Holmes & Meier, NY 1980, ISBN 0-8419-0583-5.
- Die europäische Herausforderung. Friede und Arbeit durch europäische Entspannung.  Alektor-Verlag der ESG, Stuttgart 1983.
- et al.: Transforming the Revolution: Social Movements and the World-System. Monthly Review, New York 1990, ISBN 0-85345-808-1.
- The centrality of Central Asia. VU University Press, Amsterdam 1992.
- et al.: Kritik des bürgerlichen Anti-Imperialismus. Entwicklung der Unterentwicklung. Acht Analysen zur neuen Revolutionstheorie in Lateinamerika. Wagenbach Rotbuch 15.
- et al.: The Gulf War and the New World Order (Notebooks for Study and Research. #14) International Institute for Research and Education, Amsterdam.
- ReOrient. Globalwirtschaft im Asiatischen Zeitalter. Promedia, Wien 2016, ISBN 978-3-85371-404-1.
- Orientierung im Weltsystem. Von der Neuen Welt zum Reich der Mitte. Promedia, Wien 2005, ISBN 3-85371-238-X.